# Valeria Luiselli
Valeria Luiselli, född 16 augusti 1983 i Mexico City, är en mexikansk författare.